# Dili (Gemeinde)
| Munisípiu Dili (tetum) Município de Díli (port.)             |            |            |
| Emblem der Presidência da Autoridade Municipal de Dili.png   |            |            |
| Hügel von Dili                                               |            |            |
| Daten                                                        |            |            |
| Hauptstadt                                                   | Dili       | Dili       |
| Fläche                                                       | 223,99 km² | 223,99 km² |
| Einwohnerzahl (2022)                                         | 324.738    | 324.738    |
| Zahl der Haushalte (2022)                                    | 57.266     | 57.266     |
| ISO 3166-2:                                                  | TL-DI      | TL-DI      |
| Verwaltungsämter                                             | Einwohner  | Fläche     |
| Cristo Rei                                                   | 76.369     | 80,62 km²  |
| Dom Aleixo                                                   | 165.799    | 25,93 km²  |
| Metinaro                                                     | 7.169      | 85,41 km²  |
| Nain Feto                                                    | 33.528     | 6,12 km²   |
| Vera Cruz                                                    | 41.873     | 25,92 km²  |
| Karte                                                        |            |            |
| Übersichtskarte der Gemeinde Dili, noch mit der Insel Atauro |            |            |

Dili ist eine Gemeinde von Osttimor. Gemeindehauptstadt ist die Stadt Dili, die gleichzeitig Hauptstadt und wirtschaftliches Zentrum Osttimors ist.

## Geographie

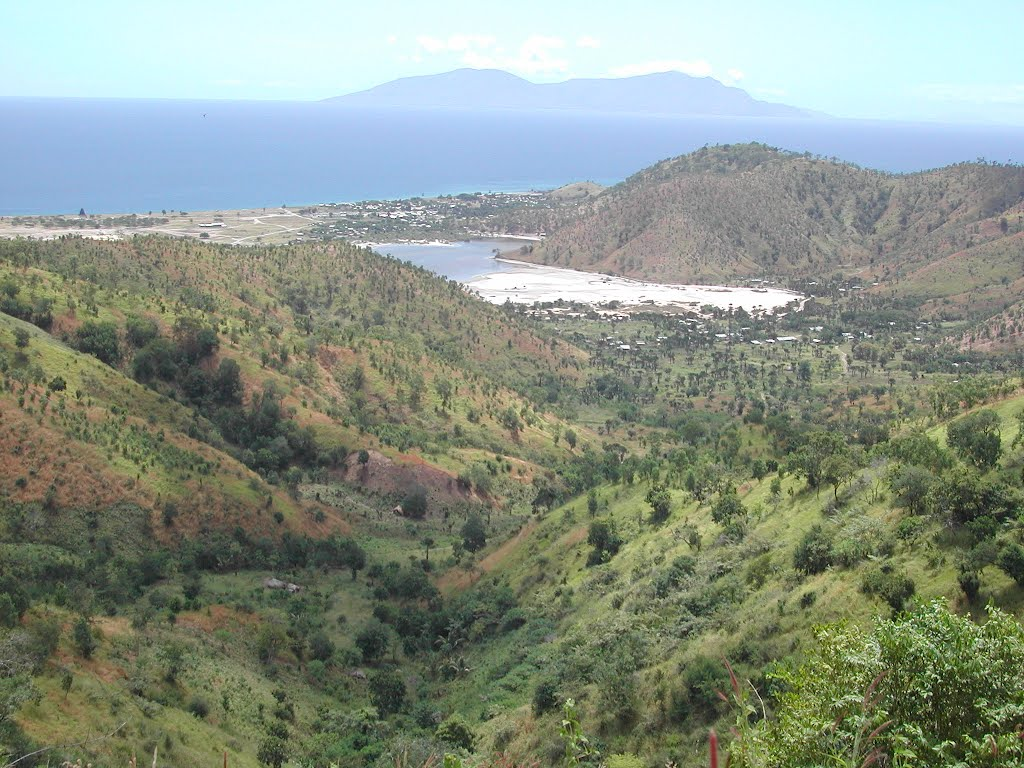
Die Seen von Tasitolu und die Insel Atauro im Hintergrund

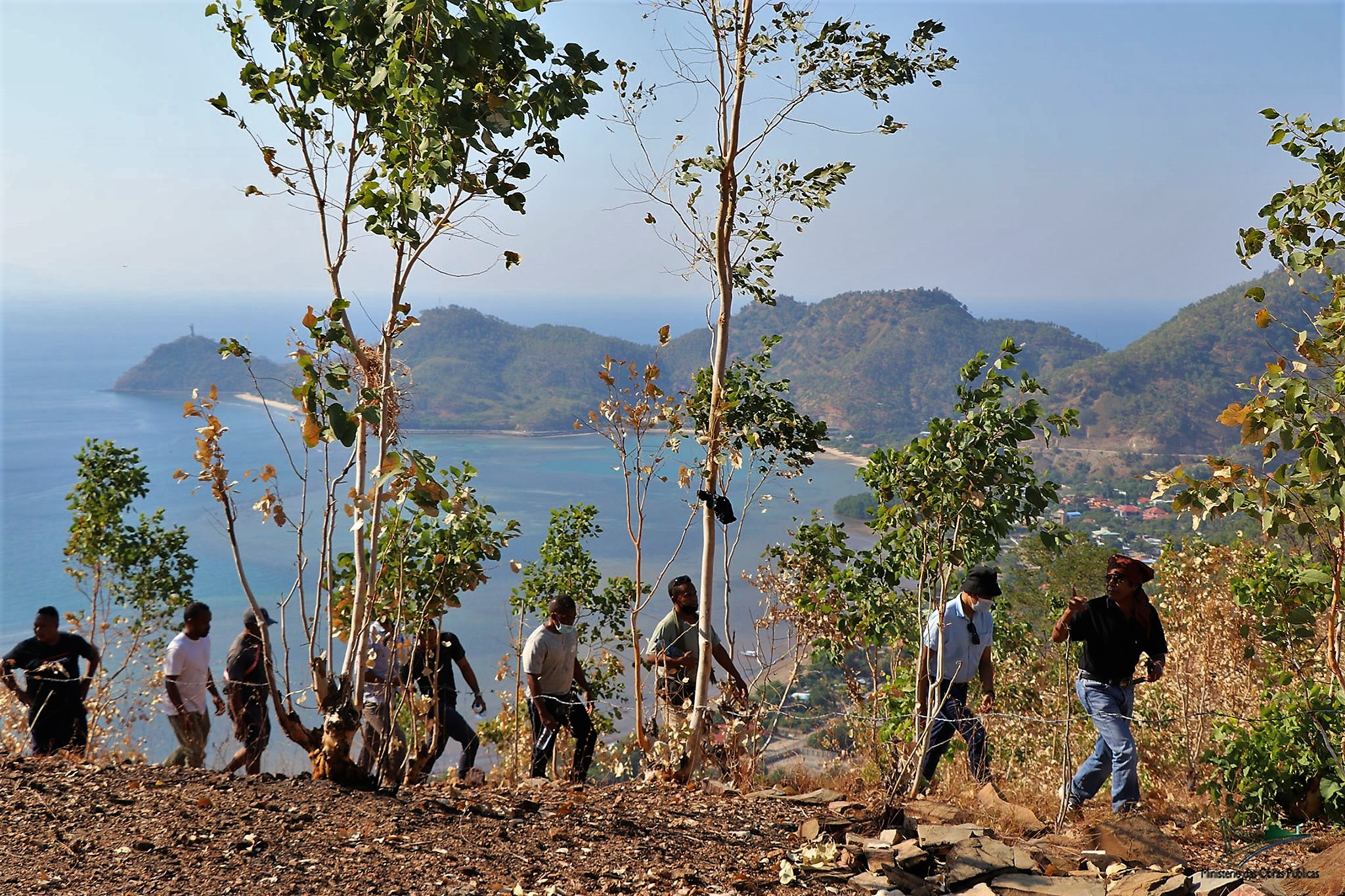
Blick von Camea hinab auf die Bucht von Dili

Die Gemeinde Dili ist mit 223,99 km² die zweitkleinste des Landes. Sie liegt an der Nordküste Timors an der Sawusee und grenzt im Osten an Manatuto, im Süden an Aileu und im Westen an Liquiçá. Zur Gemeinde gehörte ursprünglich die Insel Atauro, 30 km nördlich der Landeshauptstadt. Seit dem 1. Januar 2022 ist sie eine eigenständige Gemeinde.
Die Gemeinde unterteilt sich in fünf Verwaltungsämter und 31 Sucos. Den Westen der Stadt bildet das Verwaltungsamt Dom Aleixo (Sucos: Bairro Pite, Bebonuk, Comoro, Fatuhada, Kampung Alor, Madohi, Manleuana), den Osten das Verwaltungsamt Cristo Rei (Sucos: Ailok, Balibar, Becora, Bidau Santana, Hera, Camea, Culu Hun (Kulu Hun), Meti Aut). Im Zentrum liegen die Verwaltungsämter Vera Cruz (Zentral-Dili; Sucos: Caicoli, Colmera, Dare, Lahane Ocidental, Mascarenhas, Motael, Vila Verde) und Nain Feto (Ost-Dili; Sucos: Acadiru Hun, Bemori, Bidau Lecidere, Gricenfor, Lahane Oriental, Santa Cruz). Östlich der Stadt befindet sich das ländliche Verwaltungsamt Metinaro (Sucos: Wenunuc, Mantelolão, Sabuli).
Der Verwaltungssitz der Gemeinde befindet sich in Caicoli. Die Stadt Dili erstreckt sich über mehrere Verwaltungsämter der Gemeinde. Weitere Siedlungen in der Gemeinde sind Dare (Verwaltungsamt Vera Cruz), Hera (Cristo Rei) und Metinaro (Verwaltungsamt Metinaro). Das Land steigt von der Küste her schnell an, so dass der Großteil der Landschaft bergig ist. Drei kleine Salzseen liegen in Tasitolu. Sie sind eine ausgewiesene Important Bird Area. Ebenso die Areia Branca am Ostende der Dilibucht. Die Important Bird Area Curi reicht von Osten her in die Gemeinde Dili rein. Nach zwei Stränden schließen sich östlich der Hauptstadt 30 Kilometer Lagunen und Mangroven an der Küste an, in der eine kleine Population von Leistenkrokodilen lebt, dem Nationaltier Osttimors.
Die Flüsse der Gemeinde, wie der Rio Comoro, führen während der Trockenzeit, wie die meisten anderen im Norden Timors, kein Wasser, während selbst die Hauptstadt Dili in der Regenzeit von Überflutungen betroffen ist.
Dilis Klima ist typisch für die Nordküste Osttimors. In der Trockenzeit werden Temperaturen bis über 35 °C erreicht, nachts sinkt das Thermometer auf 20 °C. In der Regenzeit liegt die Temperatur bei etwa 27 °C. Der Jahresdurchschnitt liegt bei 26,7 °C. Regen fällt fast nur in der Regenzeit von Ende November bis April. Die durchschnittliche jährliche Niederschlagsmenge liegt bei 1000 mm.

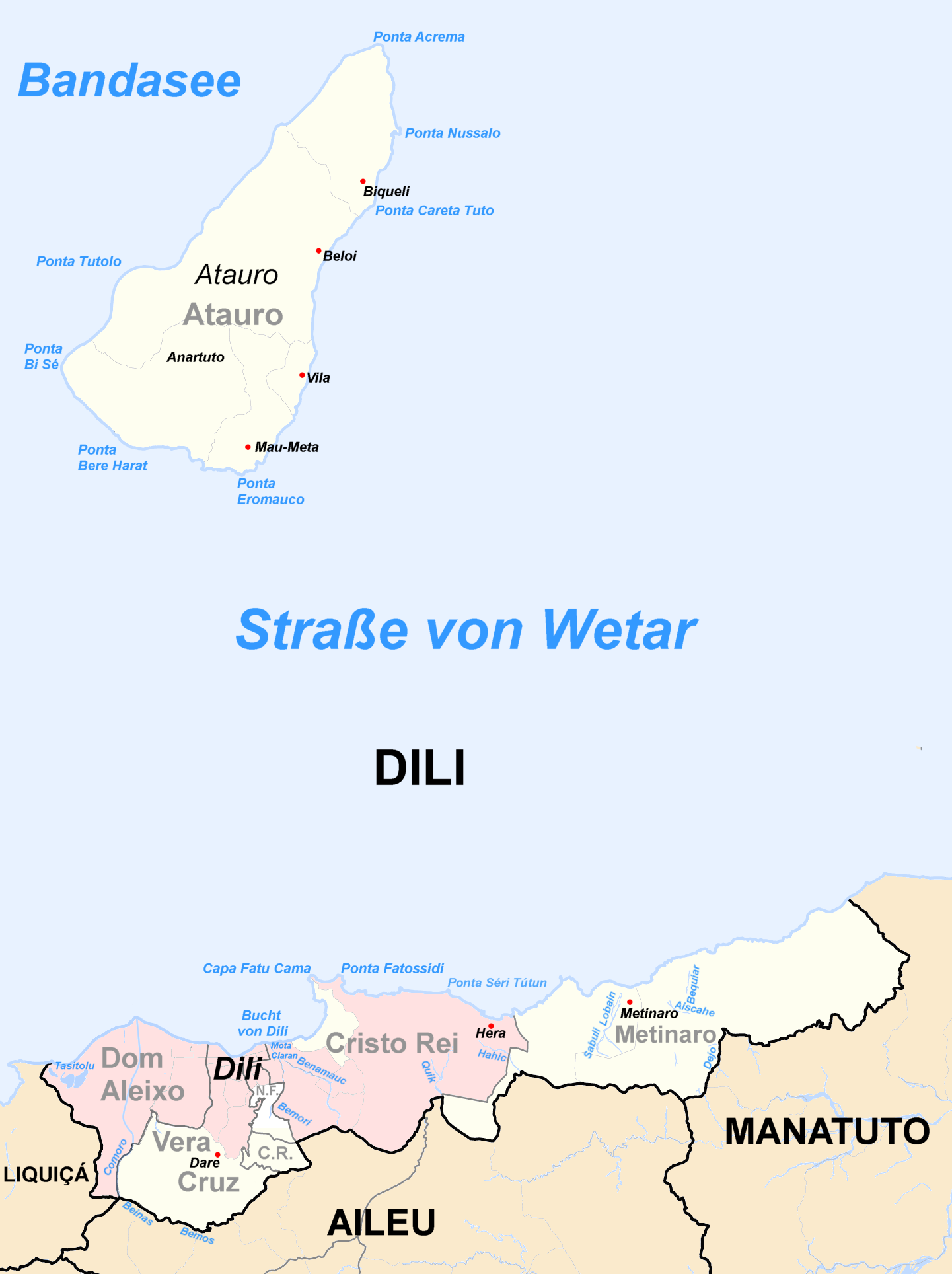
Ortschaften und Gewässer in der Gemeinde Dili
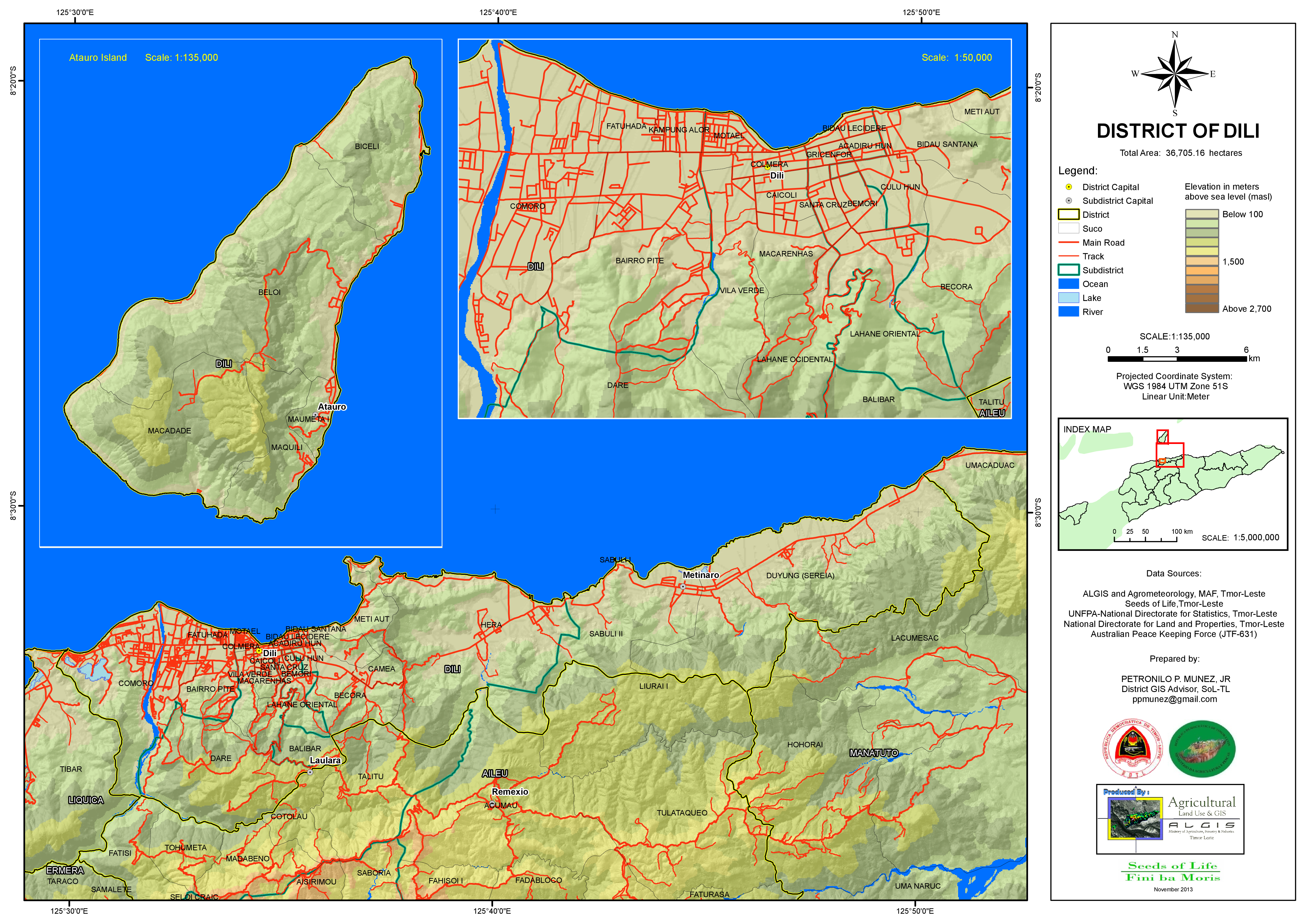
Straßennetz und Topographie Dilis
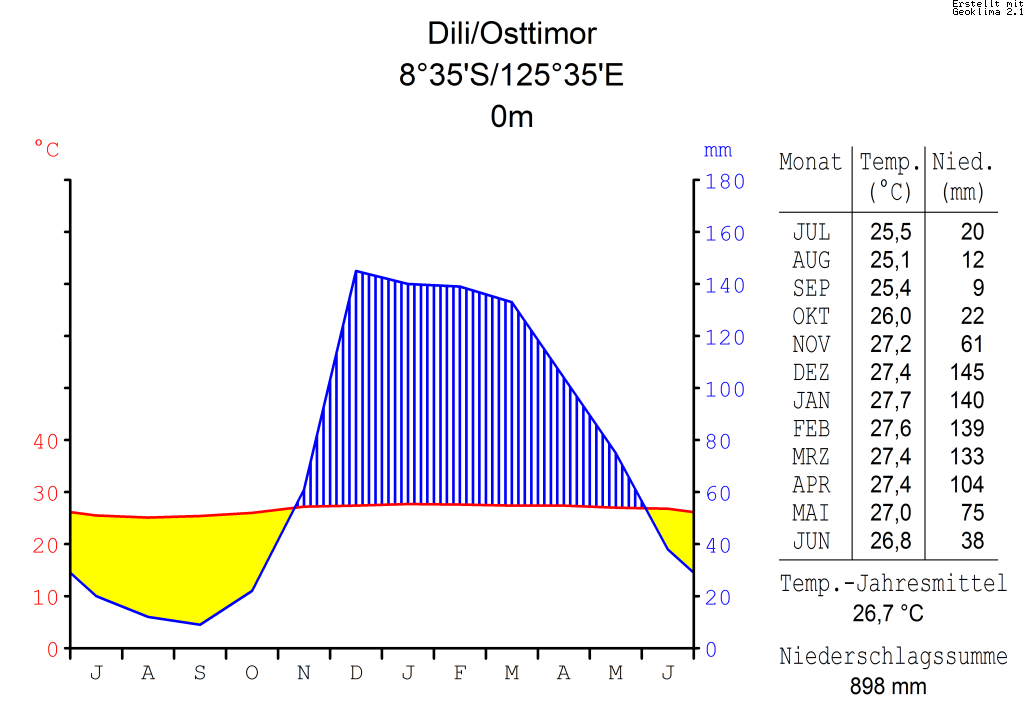
Klimadiagramm von Dili
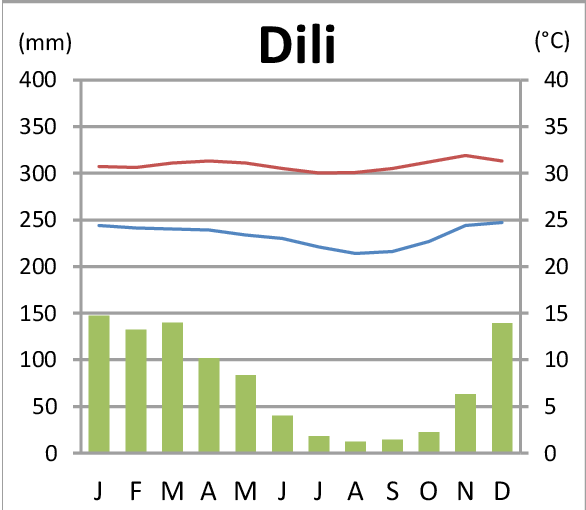
Klimadiagramm von Dili

## Einwohner

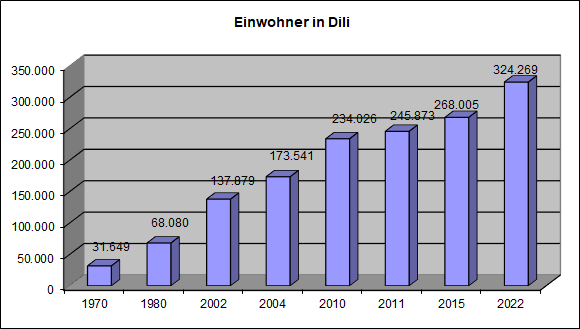
Entwicklung der Einwohnerzahl in Dili

In der Gemeinde leben 324.738 Menschen (2022; 2011: 245.873 Menschen), mehr als in jeder anderen Gemeinde im Land. Von den Einwohnern sind 164.765 Männer und 159.973 Frauen. Auf 103 Männern kommen 100 Frauen 82,4 % der Bevölkerung leben in als urban definierten Sucos. Dicht besiedelt sind die Verwaltungsämter Nain Feto, Dom Aleixo, Cristo Rei und Vera Cruz, dünn dagegen Metinaro. Der Altersdurchschnitt liegt bei 20,8 Jahren (2010) und damit deutlich über dem Landesdurchschnitt von 18,8.
Zwischen 2015 und 2022 lag das jährliche Bevölkerungswachstum bei 2,7 %. Der Landesdurchschnitt liegt bei 1,8 %. Zwischen 1990 und 2004 wuchs die Zahl der Einwohner jährlich um 2,53 %, zwischen 2001 und 2004 aufgrund der starken Zuwanderung aus den anderen Landesteilen sogar bei 12,58 %. Hatte in Dom Aleixo 2004 jede Frau durchschnittlich 4,51 Kinder (niedrigster Wert landesweit), stieg die Anzahl über 5,02 Kinder in Nain Feto, 5,04 in Vera Cruz und 7,02 Kinder in Metinaro, bis auf 7,16 Kinder pro Frau in Cristo Rei an (Landesdurchschnitt 6,99). Die Kindersterblichkeit lag 2002 in Metinaro bei 96 (111), in Nain Feto bei 69 (77), in Cristo Rei bei 68 (107), in Vera Cruz bei 66 (83) und in Dom Aleixo bei 56 (76). Der Landesdurchschnitt betrug 98.

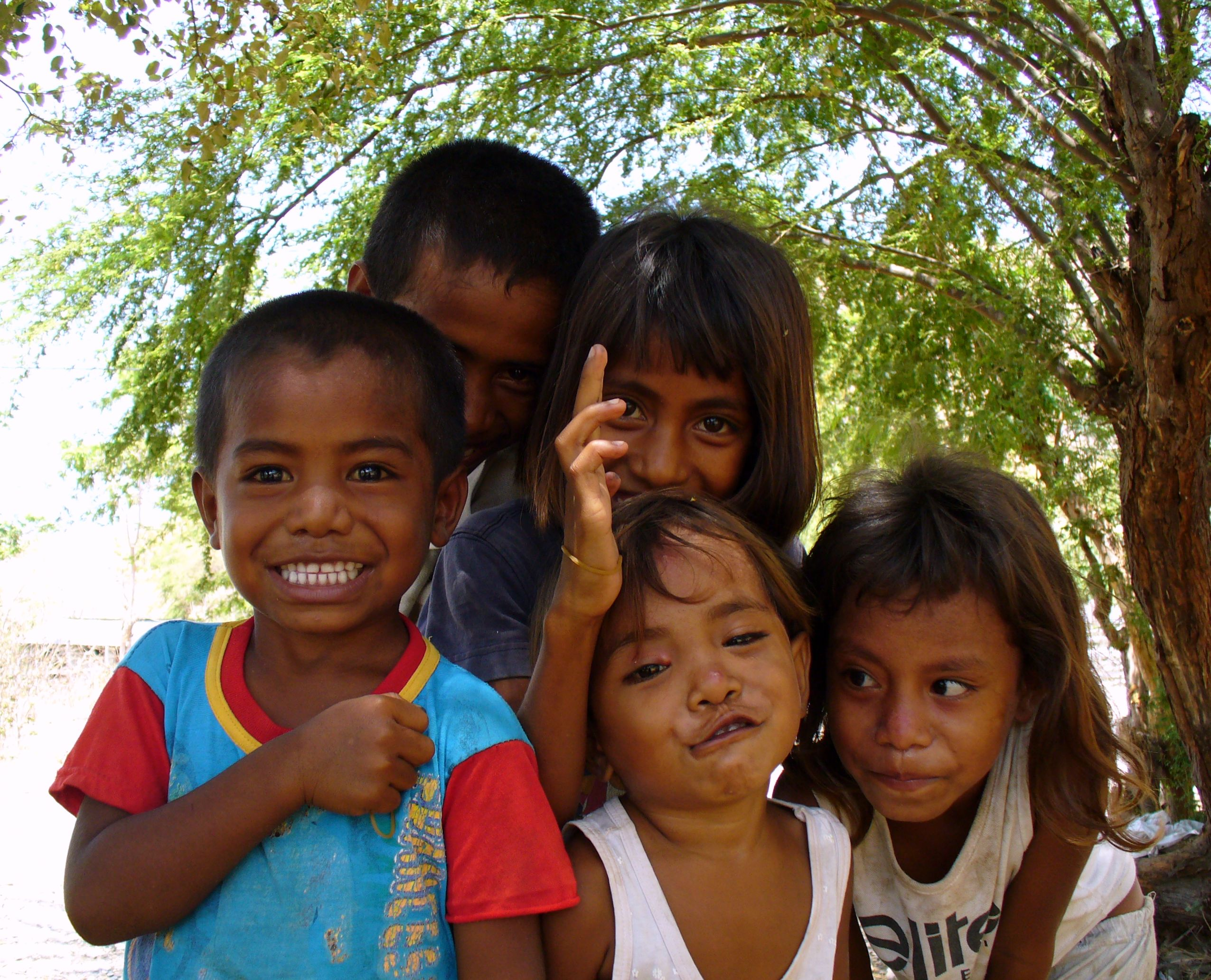
Kinder in Dili

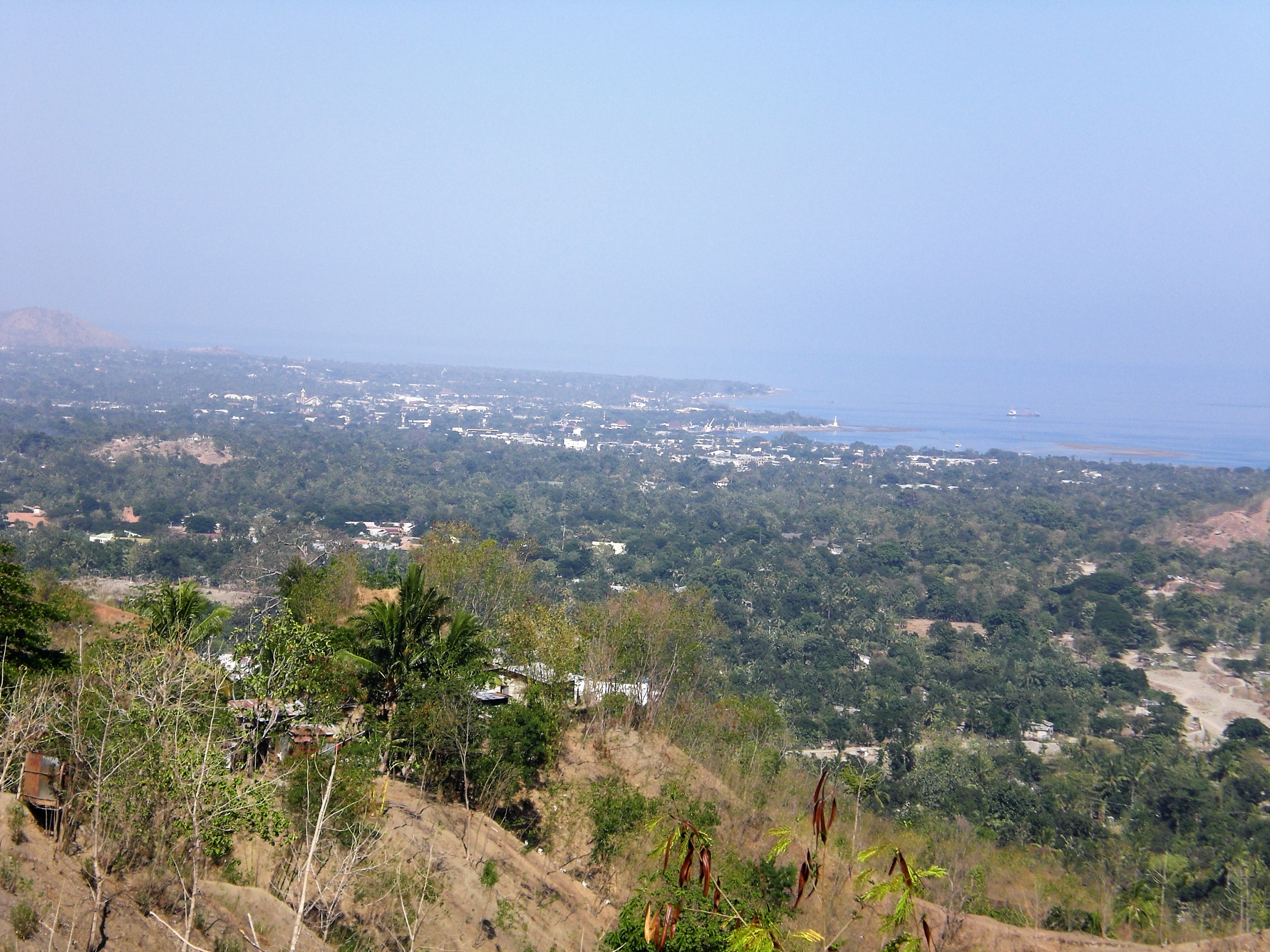
Blick auf Dili

Die Zuwanderung aus anderen Landesteilen ist in Dili am stärksten. Nur 58 % der Bevölkerung sind in der Gemeinde geboren (2022). Dili ist ein Schmelztiegel, in dem sich alle Ethnien Osttimors treffen. So sprechen hier 0,5 % der Einwohner Baikeno, 1,1 % Bunak, 0,6 % Fataluku, 0,6 % Galoli, 0,8 % Kawaimina-Dialekte, 0,9 % Kemak, 0,2 % Makalero, 2,9 % Makasae, 0,2 % Tokodede und 0,1 % Idalaka-Dialekte neben Lolein. Die Gemeinde Dili hat die größte Gruppe von Einwohnern mit Bahasa Indonesia als Muttersprache in Osttimor (0,7 %). Außerdem leben hier die meisten aller Portugiesisch (0,4 %) und drei Viertel aller Chinesisch (0,2 %) als Muttersprache sprechenden Osttimoresen. Dazu kommen etwa 400 Englischmuttersprachler (0,1 %). Berücksichtigt man auch die Zweitsprachen, so sprachen 2015 96,8 % Tetum, 70,0 % Bahasa Indonesia, 51,4 % Portugiesisch und 36,0 % Englisch.
Während die Amtssprache Tetum die dominierende Sprache an der Küste ist (hier wird der als Amtssprache verwendete Dialekt Tetum Prasa gesprochen), wird im Landesinneren der Gemeinde und in Metinaro oft die Nationalsprache Mambai gesprochen, die im 18. Jahrhundert noch die dominierende Sprache der Region war. 83,4 % sprechen als Muttersprache Tetum, 4,0 % Mambai. In Hera und Becora Leten wird auch der Subdialekt Lolein verwendet (568 Einwohner, 0,2 %), der eine Variante des Isní ist. Er wurde dort im 19. Jahrhundert von Einwanderern aus Turiscai eingeführt.
2004 waren 93,3 % der Einwohner Katholiken, 4,5 % Protestanten, 1,1 % Muslime, 0,5 % Anhänger der traditionellen, animistischen Religion Timors, 0,2 % Buddhisten und 0,1 % Hindu. Bei der Volkszählung 2015 registrierte man 95,82 % Katholiken, 3,18 % Protestanten, 0,61 % Muslime, 0,13 % Buddhisten, 0,06 % Hinduisten und nur noch 0,05 % Animisten.
Von den Einwohnern, die drei Jahre oder älter sind, besuchten 2015 47,4 % eine Schule. 36,5 % hatten die Schule verlassen. Nie eine Schule besucht haben 14,9 %, was nur der Hälfte des Landesdurchschnitts entspricht. 3,5 % der Einwohner Dilis haben nur die Vorschule besucht, weniger als ein Viertel nur die Grundschule. Weiterführende Schulen haben 37 % der Einwohner abgeschlossen. Ein Diplom oder abgeschlossenes Studium können 18,4 % vorweisen; auch hier sind die Zahlen deutlich besser als im Landesdurchschnitts. Die Analphabetenrate betrug 2015 5,4 % (Frauen: 4,4 %; Männer: 5,3 %). 2004 lag sie noch bei 25,8 %.
| Schulbildung | Schulbildung  | Schulbildung   | Schulbildung        |  | Schulabschluss | Schulabschluss | Schulabschluss | Schulabschluss | Schulabschluss            | Schulabschluss | Schulabschluss |
|              | in der Schule | Schule beendet | nie in einer Schule |  | Vorschule      | Grundschule    | Prä- Sekundär  | Sekundär       | Diplom / Fach- hochschule | Universität    | Kein Abschluss |
| Frauen       | 47,0 %        | 35,4 %         | 16,3 %              |  | 3,4 %          | 22,5 %         | 12,6 %         | 25,5 %         | 1,0 %                     | 16,2 %         | 0,6 %          |
| Männer       | 47,8 %        | 37,4 %         | 13,5 %              |  | 3,5 %          | 24,2 %         | 11,9 %         | 25,0 %         | 1,0 %                     | 18,6 %         | 0,4 %          |
| gesamt       | 47,4 %        | 36,5 %         | 14,9 %              |  | 3,5 %          | 23,3 %         | 12,2 %         | 25,3 %         | 1,0 %                     | 17,4 %         | 0,5 %          |

## Geschichte

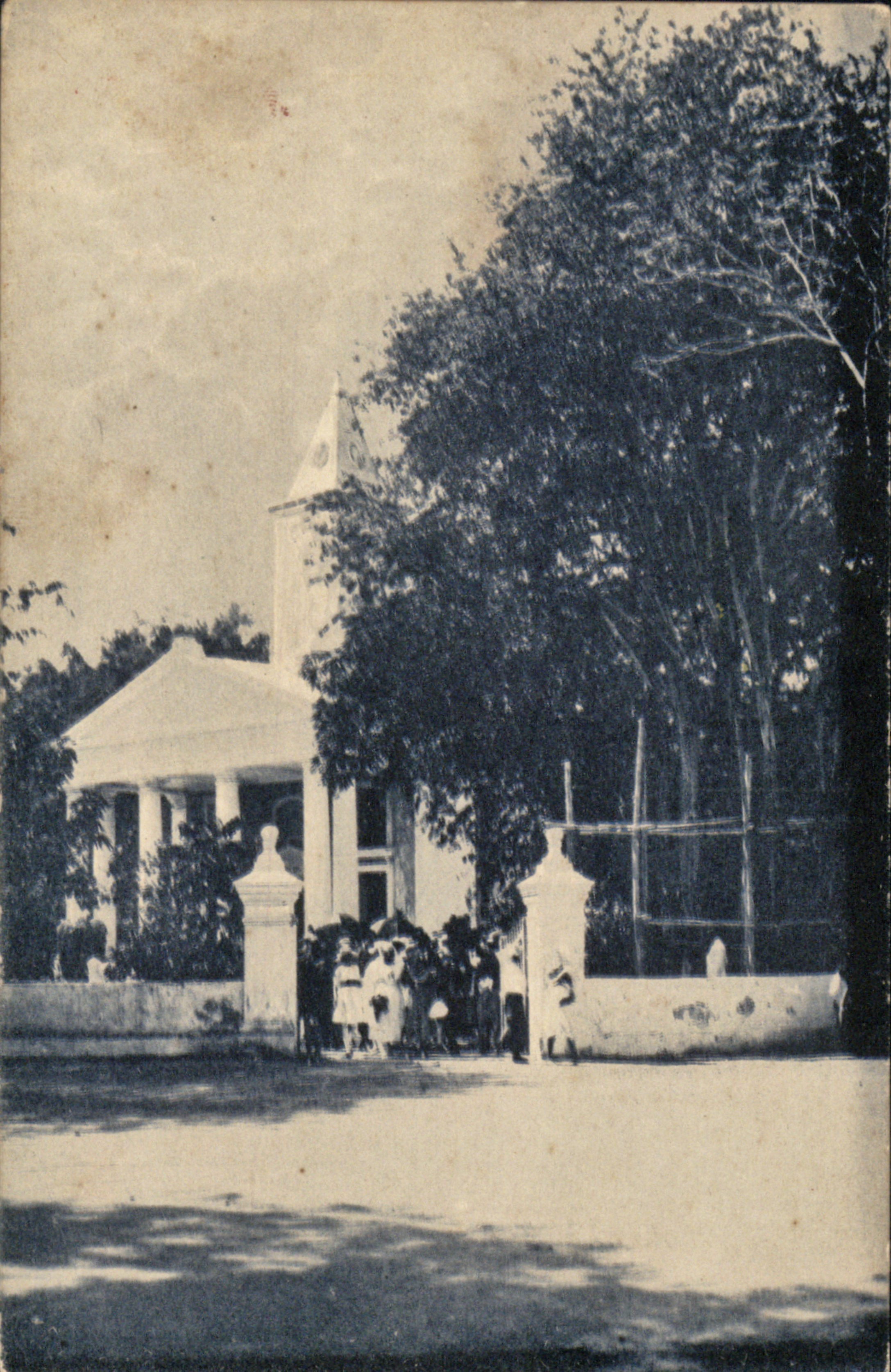
Die Hauptkirche von Dili (bis 1933)

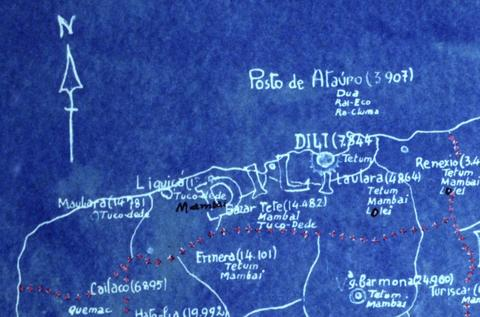
Historische Karte des Kreises Dili mit seinen Postos, deren Einwohnerzahlen und den dort gesprochenen Sprachen (Álbum Fontoura)

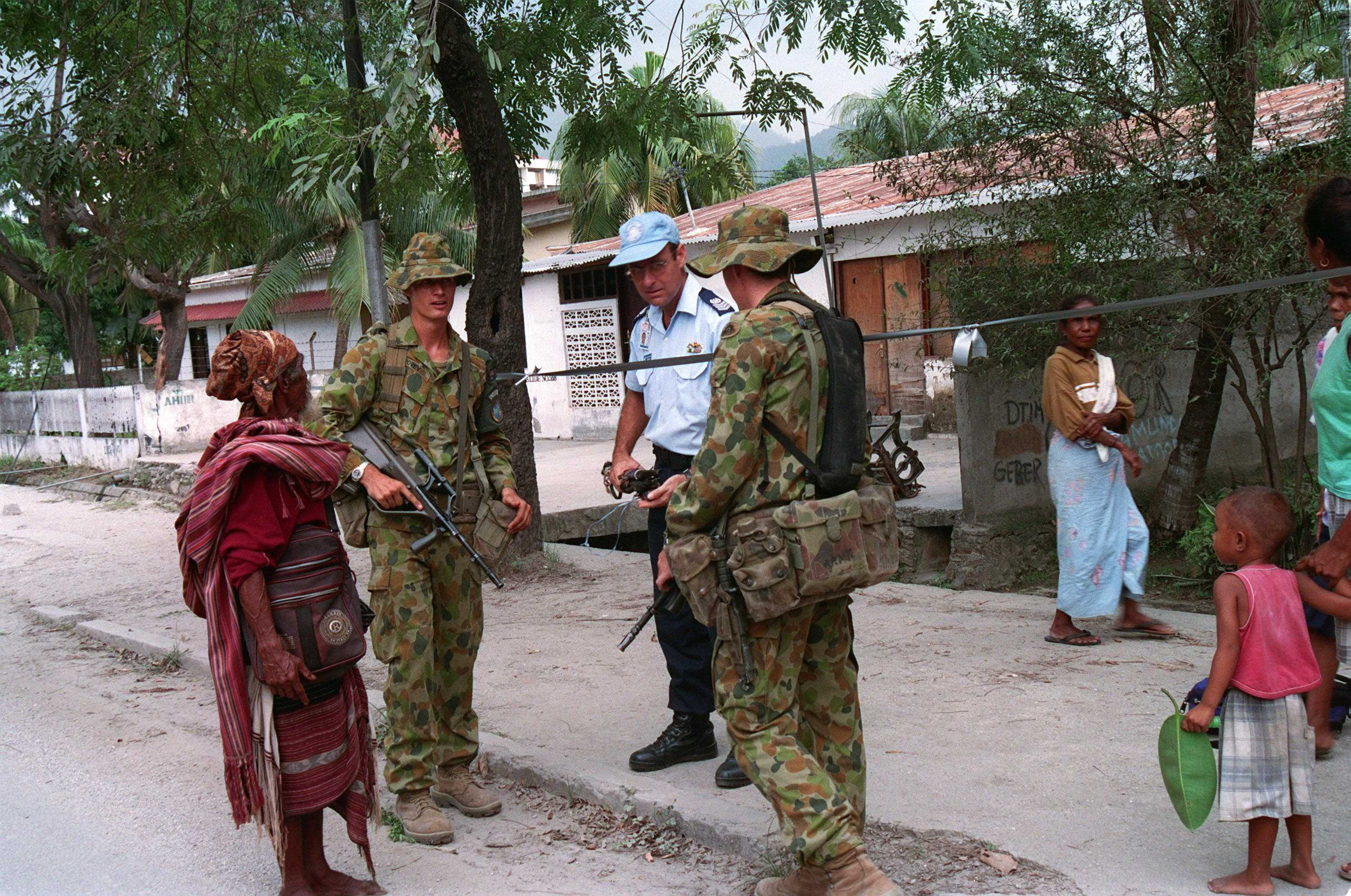
Australische INTERFET-Soldaten in Dili 2000

1520 gründeten die Portugiesen die Siedlung Dili in der gleichnamigen Bucht. Ab dem 10. Oktober 1769 wurde sie nach der Vertreibung der Portugiesen aus Lifau zur Hauptstadt der Kolonie. Während der Rebellion von 1861 wurde die Stadt von den aufständischen Timoresen bedroht. Die Angreifer konnten abgewehrt werden. Bei der Revolte der Moradores 1887 fiel die Stadt in totalen Terror. 1912 konnte ein weiterer Angriff auf Dili bei der großen Rebellion von Manufahi abgewehrt werden.
Im Januar 1934 wurde mit den Verwaltungsbezirken (deutsch Circunscrições) ein ziviles Verwaltungssystem für die Kolonie eingeführt. Zum Verwaltungsamt Dili (ab 1940 zum Kreis erhoben) gehörte damals auch das Gebiet der heutigen Gemeinde Liquiçá.
In der Nacht vom 19. auf den 20. Februar 1942 landeten japanische Truppen in Dili und besetzten die neutrale Kolonie bis 1945.
1946 kam Liquiçá zum neuen Verwaltungsbezirk Ermera, während Suro das heutige Aileu an den Kreis Dili abgab. Erst am 1. Juli 1973 wurde der eigenständige Kreis Aileu gegründet.
Nach der Nelkenrevolution 1974 sollte die Kolonie auf die Unabhängigkeit vorbereitet werden, doch als sich eine Dominanz der linksgerichteten FRETILIN abzeichnete, kam es 1975 in Dili zum Bürgerkrieg und Straßenkämpfen zwischen ihr und der konservativen UDT. Portugals letzter Gouverneur Mário Lemos Pires floh nach Atauro. Die FRETILIN ging aus den Kämpfen als Sieger vor, doch inzwischen hatte Indonesien begonnen nach und nach das Grenzland zu besetzen. Angesichts der Bedrohung hoffte die FRETILIN auf internationale Unterstützung und erklärte daher am 28. November 1975 Osttimor von Portugal unabhängig. Neun Tage später, am 7. Dezember, begannen indonesische Truppen offen mit der Invasion des Landes und besetzten das Festland Dilis. Atauro wurde erst am 30. Dezember von den Indonesiern besetzt. Es folgte ein jahrzehntelanger Guerillakrieg zwischen den Indonesiern und der timoresischen Widerstandsbewegung FALINTIL.
Während der indonesischen Besatzung teilte sich der Distrikt Dili in die beiden Subdistrikte Dili Timur (Ost-Dili) und Dili Barat (West-Dili). Im Westen wurde der Suco Comoro über den Rio Comoro hinaus bis zu den Seen von Tasitolu ausgedehnt.
Am 10. Juni 1980 griffen FALINTIL-Einheiten einen Fernsehsender am Rande der Hauptstadt Dili an. Am 12. November 1991 forderte ein Massaker durch indonesische Soldaten nach einer Beerdigung auf dem Friedhof Santa Cruz über 200 Todesopfer.
Nach dem Unabhängigkeitsreferendum am 30. August 1999, eskalierte die Gewalt. Als am 4. September das Ergebnis veröffentlicht wurde, das sich für die Unabhängigkeit aussprach, zogen pro-indonesische Milizen plündernd und mordend durch Dili. 67 Menschen starben, etwa die Hälfte der Gebäude wurden dabei beschädigt; in einigen Sucos waren es sogar bis zu 90 %. Die Gesamtzahl der zerstörten Gebäude wird mit 7165 angegeben. Besonders schlimm betroffen war Metinaro. Berichte aus Dare sprachen von wahllosem Töten.
Am 20. September 1999 landeten die ersten Einheiten der internationalen Friedenstruppe INTERFET auf dem Flughafen bei Dili. Nach wenigen Tagen hatte die Eingreiftruppe die Lage vollständig unter Kontrolle. Die meisten Milizen hatten sich bereits in den Westteil der Insel zurückgezogen. Die Vereinten Nationen übernahmen die Verwaltung des Landes. Am 20. Mai 2002 wurde Osttimor in die Unabhängigkeit entlassen mit Dili als Hauptstadt.
Infolge der Desertation eines Großteils der Streitkräfte Osttimors kam es 2006 zu den schlimmsten Unruhen seit der Unabhängigkeit. Auf dem Höhepunkt der Unruhen rief die Regierung von Osttimor die von Australien geführte International Stabilization Force ins Land um wieder Ruhe und Ordnung zu Sorgen. Ihr folgte zusätzlich eine UN-Polizeimission. Bandenkämpfe erschütterten die Stadt und den damaligen Distrikt noch Jahre danach. Zumeist trafen Jugendbanden aus dem West- und dem Ostteil des Landes gewaltsam aufeinander. 2008 einigten sich die Banden unter Vermittlung der katholischen Kirche auf ein Friedensabkommen. Seitdem haben die Vorfälle stark abgenommen und die 30.000 Flüchtlinge innerhalb Dilis konnten mit der Rückkehr in ihre Wohnorte beginnen.
2014 wurden die Distrikte in ganz Osttimor in „Gemeinden“ und die Subdistrikte in „Verwaltungsämter“ umgewandelt.

## Politik

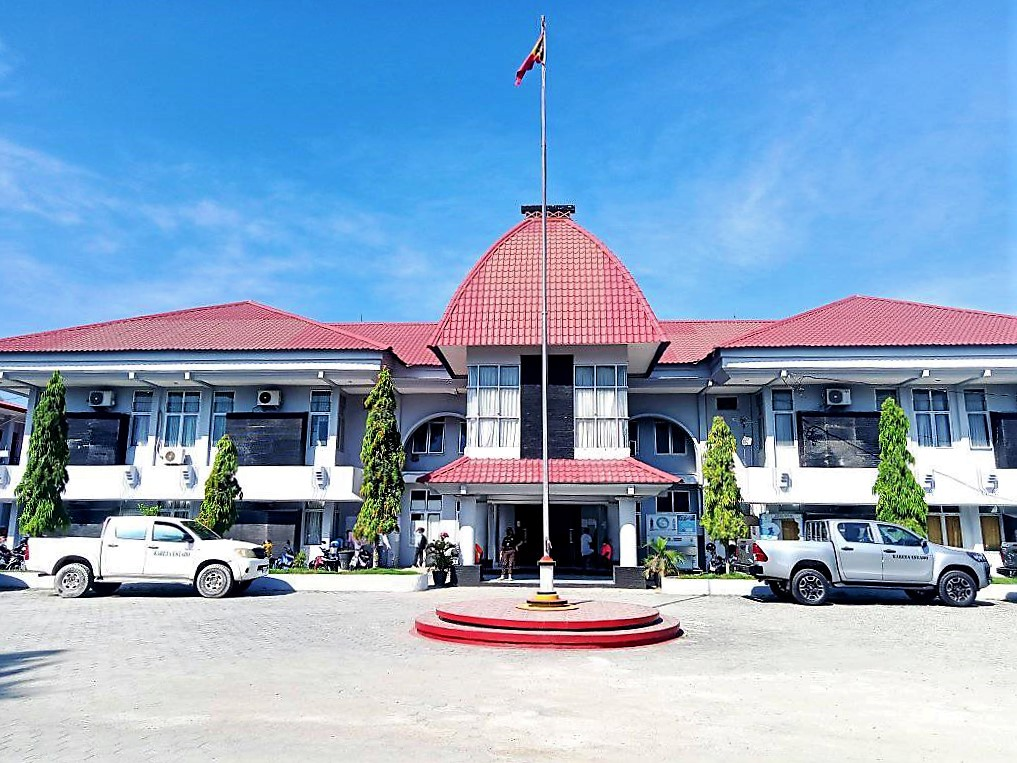
Verwaltungssitz der Gemeinde Dili

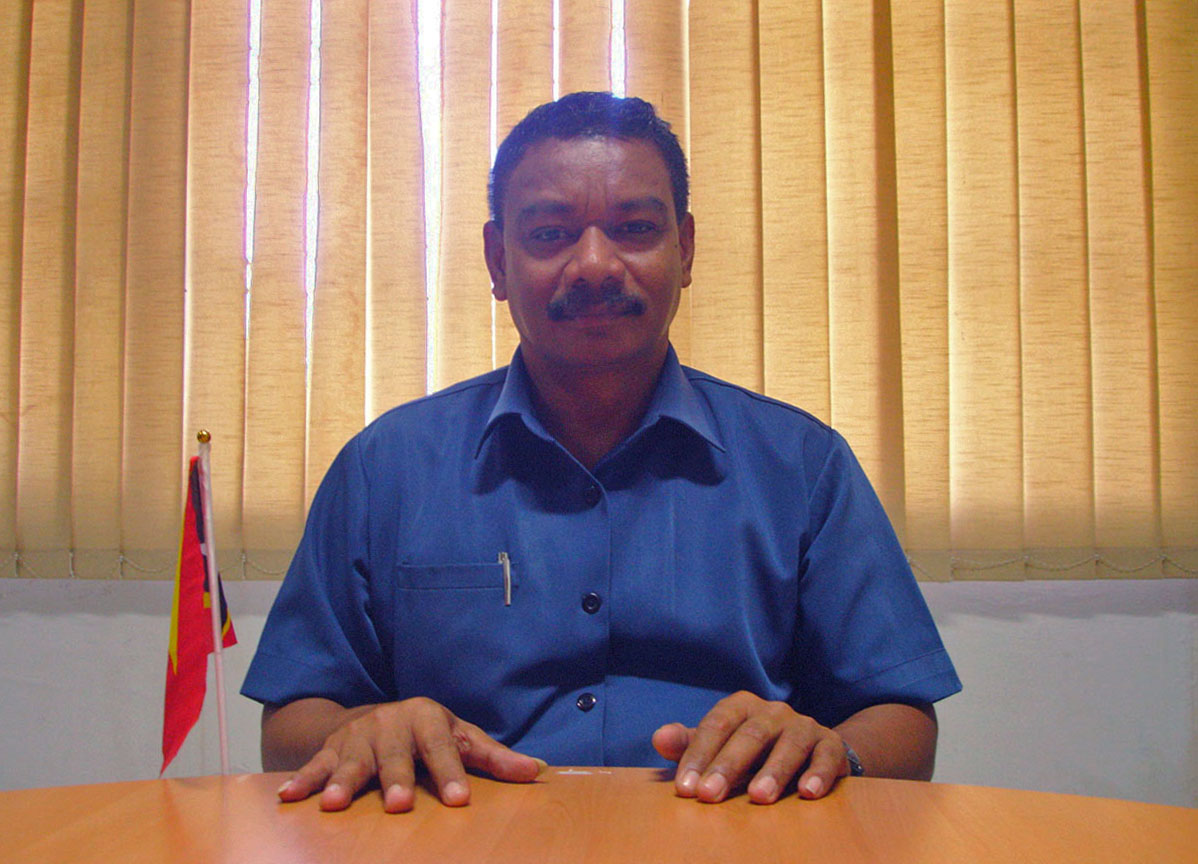
Gaspar Soares, Administrator von Dili (2014)

Dominos Soares war indonesischer Regierungspräsident (Bupati) von Dili während der indonesischen Operation Donner 1999.
Die Gemeindeverwaltung untersteht nun einem Präsidenten (Presidente Autoridade Município, früher Administrator), der von der Landesregierung ernannt wird. Noch von der UN-Verwaltung bestimmt wurde 2000 Jacinto Tinoco. Der ehemalige Administrator Ruben João Braz de Carvalho (2001 – 2010?) wurde 2011 vom Distriktsgericht Dili zu dreieinhalb Jahre Haft verurteilt. Ihm wurden Missmanagement, Amtsmissbrauch und die Veruntreuung von 21.800 US-Dollar für Privatzwecke vorgeworfen. Im Februar 2012 bekleidete Jaime Correia das Amt. Im selben Jahr wurde Gaspar Soares neuer Administrator Dilis und hatte das Amt (ab 2016 mit der Bezeichnung als Präsident) bis 2021 inne. Am 28. Juli 2021 wurde als seine Nachfolgerin von der Regierung Guilhermina Filomena Saldanha nominiert. Die Vereidigung fand am 20. September statt. Ihr folgte am 1. März 2024 Gregório da Cunha Saldanha.
Bei den Wahlen zur verfassunggebenden Versammlung, aus der später das Nationalparlament hervorging, erhielt die FRETILIN in Dili mit 66,05 %, wie auch sonst im Lande, die meisten Stimmen. Bei den Parlamentswahlen 2007 gelang es dem Congresso Nacional da Reconstrução Timorense (CNRT) die stärkste Kraft in Dili zu werden, ebenso 2012 und 2017. Bei den vorgezogenen Neuwahlen 2018 erhielt die Aliança para Mudança e Progresso (AMP) mit dem CNRT als Mitglied 55,3 % der Stimmen. Auch Neuwahlen 2023 erhielt der CNRT in Dili die meisten Stimmen.

## Wirtschaft

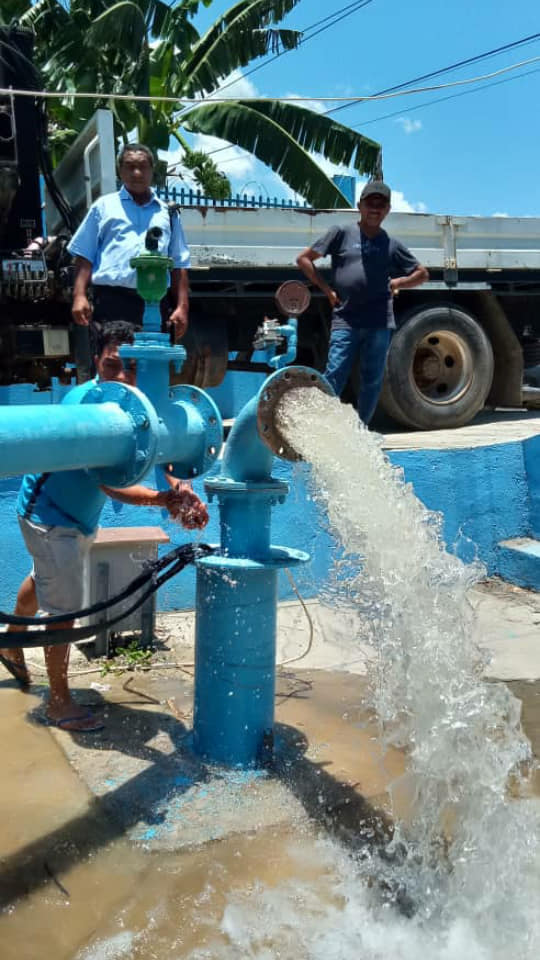
Neuer Wasseranschluss in Dili

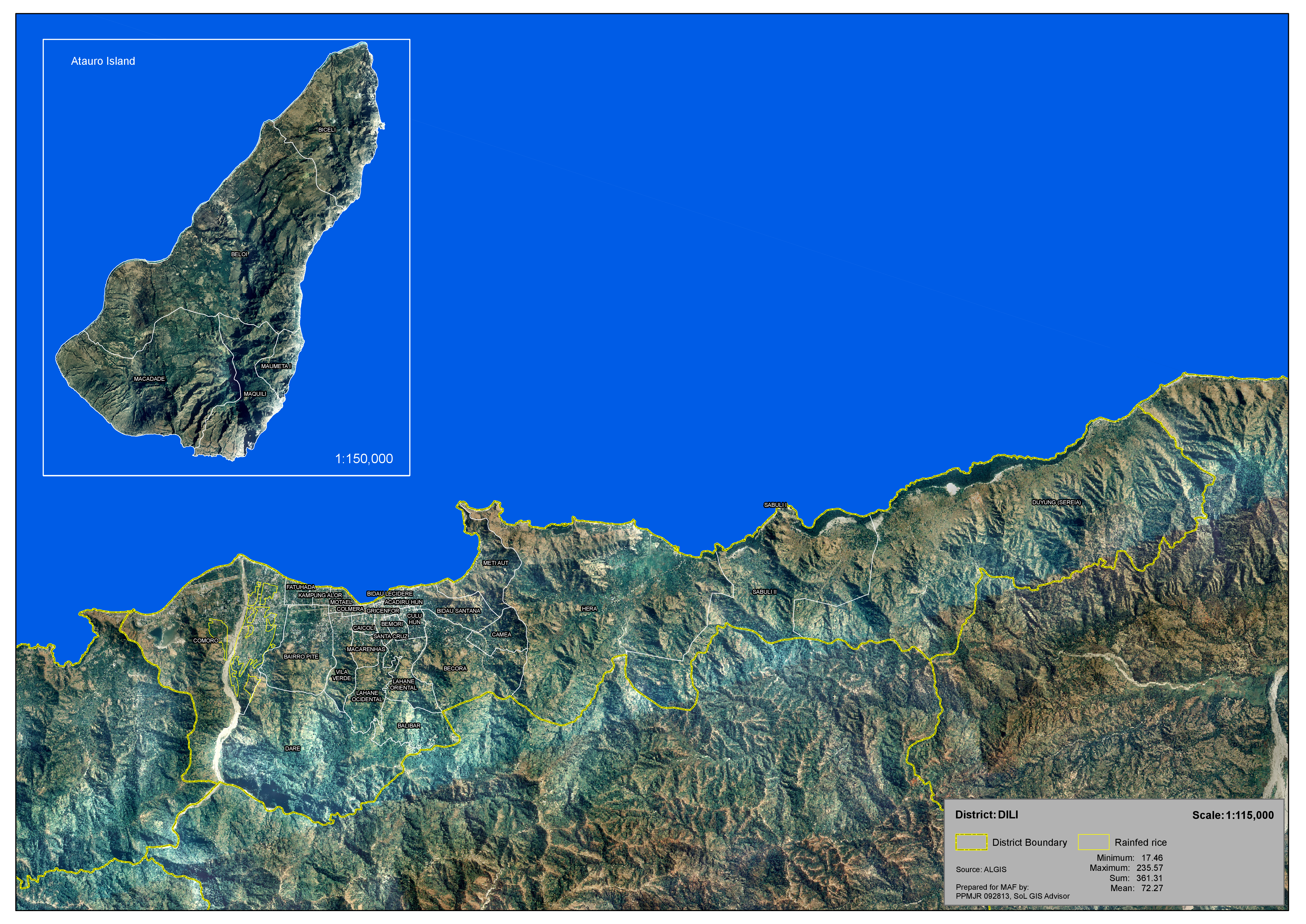
Reisanbaugebiete in Dili

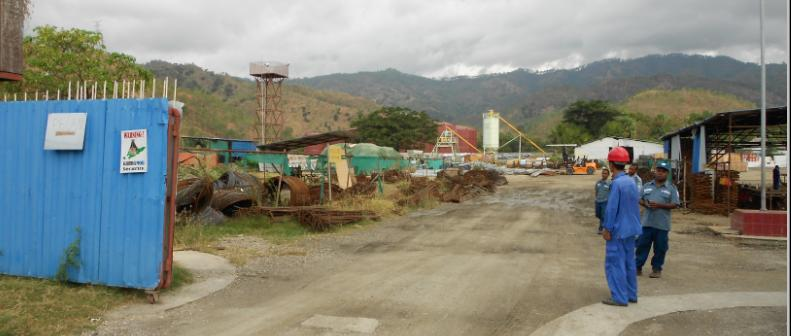
Elektrizitätswerk in Hera

Laut der Volkszählung von 2010 arbeiten 36 % aller Einwohner, die zehn Jahre oder älter sind (Landesdurchschnitt: 42 %). 8 % sind arbeitslos (5 %). 26,2 % der Haushalte betreiben Ackerbau, 50,1 % Viehzucht (Stand: 2010). An den Küsten wird gefischt. In Metinaro und am Rio Comoro wird etwas Reis angebaut (1 % aller Haushalte in der Gemeinde Dili), in den Bergen gibt es Obstbäume und in der Stadt haben die Einwohner kleine Küchengärten. Von allen Haushalten in der Gemeinde bauen 15 % Kokosnusspalmen an, 10 % Gemüse, 3 % Kaffee, 17 % Maniok (Produktion 2008: 1.129 t) und ebenso viele Mais (1.885 t). Als Haustiere halten die Menschen hauptsächlich Hühner (69.310 in 34 % der Haushalte) und Schweine (28.571, 36 %). Daneben auch Ziegen (14.486, 10 %), Rinder (3.597, 2 %), Wasserbüffel (1.467, 1 %), Schafe (1.784, 1 %) und Pferde (1.430, 1 %). Mit 48 % arbeiten zudem so viele Timoresen in Dienstleistungsbereichen, (zum Beispiel Verwaltung, Hotelgewerbe und Transport), wie in keiner anderen Gemeinde des Landes.
Dili ist die wichtigste Hafenstadt Osttimors. Fähren verbinden die Stadt mit Atauro und der osttimoresischen Exklave Oe-Cusse Ambeno. In Hera gibt es einen Fischereihafen und den Marinestützpunkt des Landes. Ein weiterer Militärstützpunkt des Landes liegt in Metinaro. Der Flughafen Presidente Nicolau Lobato International Airport in Comoro wird sowohl zivil als auch militärisch genutzt. Busse verbinden die Hauptstadt mit den anderen Orten im Land. Besser ausgebaute Überlandstraßen führen durch Dili entlang der Küste von West nach Ost und nach Süden in das Landesinnere Richtung Aileu.
Zwei kommunale Radiosender senden aus der Gemeinde: Lorico Lian (FM 100,5 MHz) und Rakambian (FM 99,5 MHz). Außerdem gibt es den englischsprachigen Sender M3 Radio Dili 88.8 FM, den landesweiten öffentlichen Sender Radio Nacional de Timor Leste (RTL), den katholischen Sender Radio Timor Kmanek RTK und den FRETILIN-Sender Radio Maubere (FM 99,9 MHz).

## Persönlichkeiten

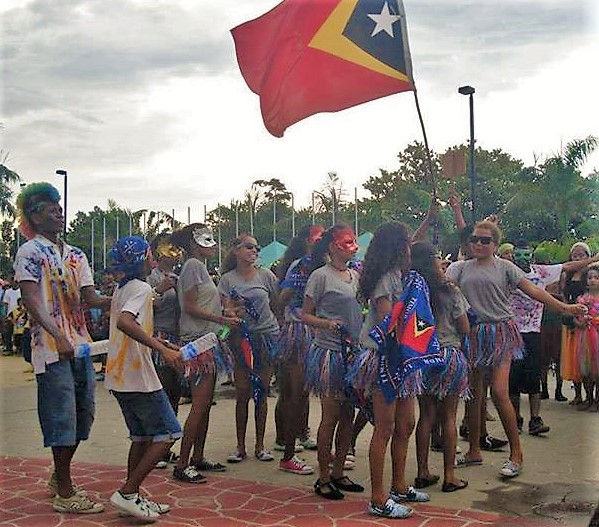
Karneval in Dili (2013)

- Fernando Sylvan (1917–1993), Dichter und Autor
- Guido Valadares (1934–1976), Politiker
- Maria de Fátima Wadhoomall Gomes (1940–2020), Pastorin
- Marí Alkatiri (* 1949), Premierminister
- José Ramos-Horta (* 1949), Friedensnobelpreisträger, Staatspräsident und Premierminister
- Roque Rodrigues (* 1949), Politiker
- Paulo de Fátima Martins (* 1950), Polizist und Politiker
- Tomé Diogo (* 1952), osttimoresisches Mitglied der indonesischen Streitkräfte
- Estanislau da Silva (* 1952), Politiker
- Rui Augusto Gomes (* 1958), Politiker, seit 2017 Finanz- und Planungsminister
- Florentina da Conceição Pereira Martins Smith (* 1958), Politikerin
- Alberto Carlos (* 1960), Politiker und Diplomat
- José Manuel Carrascalão (* 1960), Politiker
- Filomeno Jacob (* 1960), römisch-katholischer Geistlicher, Minister und Hochschullehrer an der Gregoriana
- Paulino Monteiro Soares Babo (* 1962), Politiker
- Bendita Moniz Magno (* 1962), Politikerin
- Manuel Vong (* 1962), Politiker
- Inês Maria de Almeida (* 1963), Diplomatin
- José Teixeira (* 1964), Politiker
- Alberto da Silva Cruz (* 1966), Politiker
- Milena Pires (* 1966), Politikerin, Programmkoordinatorin von UNIFEM Osttimor
- Gertrudes Araújo Moniz (* 1967), Politikerin
- Maria do Céu Sarmento (* 1968), stellvertretende Gesundheitsministerin
- Fernanda Borges (* 1969), Parteivorsitzende der Partido Unidade Nacional
- Natalino dos Santos Nascimento (* 1969), Politiker
- Silverio Pinto Baptista (* 1969), Beamter und Menschenrechtler
- Sandra Pires (* 1969), portugiesisch-österreichische Sängerin, lebt in Wien
- Ivo Jorge Valente (* 1969), Politiker
- Sofia Borges (* 1970), Politikerin, Programmkoordinatorin von UNIFEM Osttimor
- Ângela Corvelo (* 1970), Politikerin
- Nélson Martins (* 1970), Mediziner und Politiker; geboren in Vila Verde, einem Ortsteil von Dili
- Marito Mota (* 1970), Politiker
- Virgínia Ana Belo (* 1971), Politikerin
- Eládio António Faculto de Jesus (* 1971), Politiker
- João Bosco Cárceres (1972–2022), Unabhängigkeitsaktivist und Politiker
- Martinho de Araújo (* 1973), Gewichtheber
- António Freitas (* 1973), Beamter
- Carlos Galambas (* 1973), portugiesischer Handballspieler, -trainer und -manager
- Maria Angélica Rangel da Cruz dos Reis (* 1973), Betriebswirtin und Politikerin
- Francisco Dionisio Fernandes (* 1974), Diplomat
- Cedelizia Faria dos Santos (* 1975), Beamtin und Politikerin
- Maria Adozinda Pires da Silva (* 1975), Politikerin
- Maria Angelina Lopes Sarmento (* 1978), Politikerin; geboren in Lahane Oriental, einem Ortsteil von Dili
- Calisto da Costa (* 1979), Marathonläufer
- Simplício dos Santos Mendonça (1979–2019), Beamter und Administrator
- José Virgílio Rodrigues Ferreira (* 1979), Politiker
- Cristina Yuri Rebelo dos Santos Costa (* 1980), Politikerin
- Eusebio de Almeida (* 1985), Fußballspieler
- Nélia Soares Menezes (* 1986), Politikerin
- Olegario Boavida (* 1994), Fußballspieler
- Nataniel Reis (* 1995), Fußballspieler
- Henrique Cruz (* 1997), Fußballspieler
- Filomeno da Costa (* 1998), Fußballspieler
- Nélia Martins (* 1998), Mittelstreckenläuferin und Olympiateilnehmerin
- Rubia Fátima Martins (* 2000), Leichtathletin
- Manuel Ataide (* 2001), Mittelstreckenläufer und Olympiateilnehmer
- Angela Freitas (* 2001), Langstreckenläuferin und Olympiateilnehmerin

## Weblinks

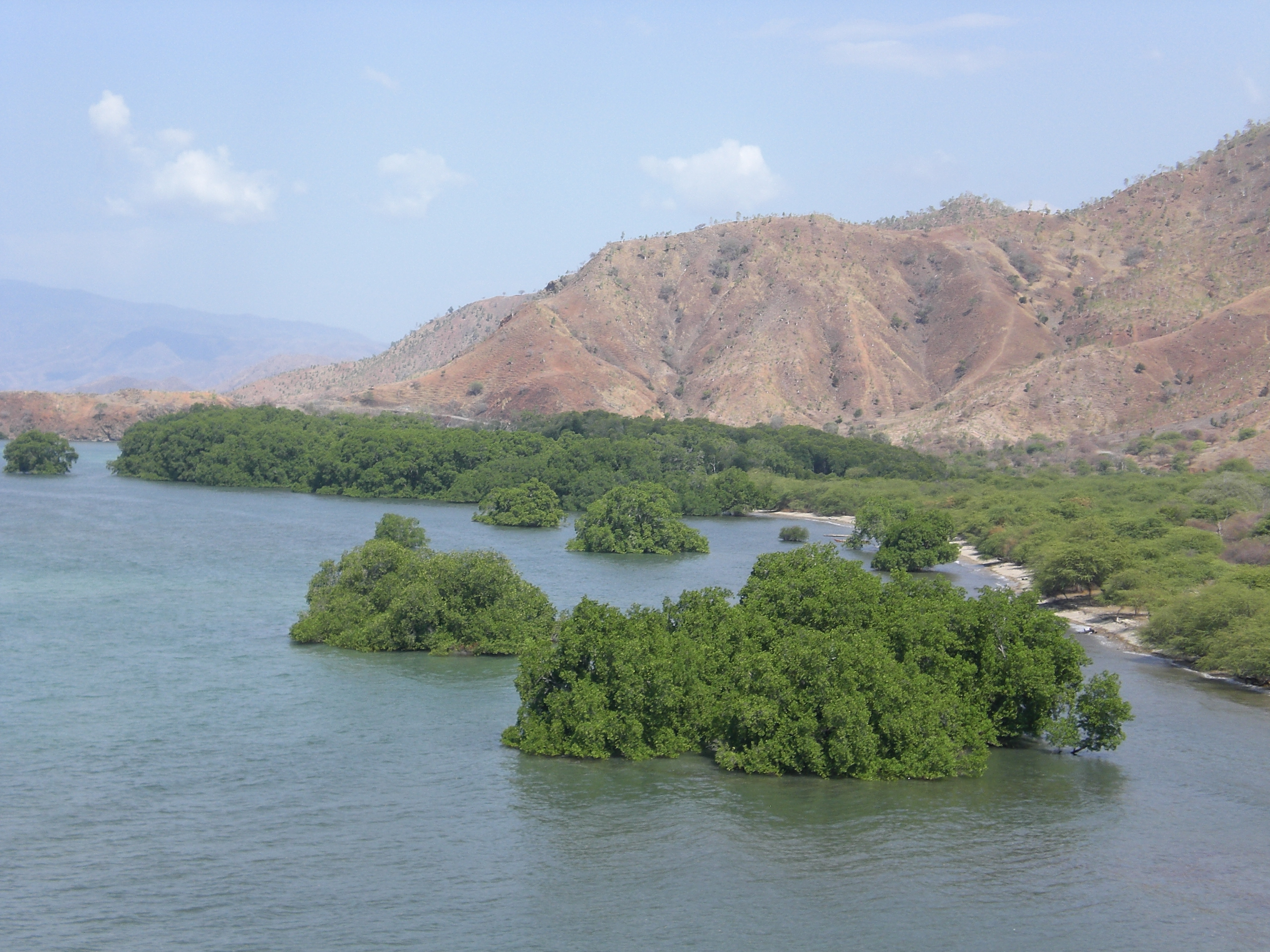
Mangroven in Dili

## Belege
- Ministerium für Staatsverwaltung und Territorialmanagement (englisch)
- Dili District Development Plan 2002/2003 (englisch; PDF; 460 kB)